# Ticvaniu Mare, Caraș-Severin
Ticvaniu Mare este satul de reședință al comunei cu același nume din județul Caraș-Severin, Banat, România.